# Stephanie Miller
Stephanie Katherine Miller (nacida en 29 de septiembre, 1961) es una comediante estadounidense y conductora de The Stephanie Miller Show, comentarista progresista de programa de radio en Los Ángeles y sindicado nacional por Jones Radio Networks. La revista Talkers la clasificó como #36 en la lista de conductores de radio más importantes de Estados Unidos en el año 2007. Miller es hija de William E. Miller, ex-Representante de la cámara baja de Estados Unidos, quien fue el compañero de Barry Goldwater en la elección de 1964.
El programa de radio de Miller era televisado en vivo de 6 a.m. a 9 a.m. tiempo este por MSNBC del 31 de abril, 2007 a 2 de mayo, 2007. En ese tiempo, el programa originaba del estudio de MSNBC en Secaucus, New Jersey, lugar y horario que correspondía al hoy cancelado Imus in the Morning. Después, dijo que no le interesaba la posición para tiempo completo.

## Primeros años
Miller creció en Willow Street en Lockport, Nueva York. Después de completar la secundaria en escuela privada Católica, atendió a University of Southern California, consiguiendo un título en teatro.

## Programa Actual
En septiembre 2004, The Stephanie Miller Show fue lanzado al aire por Democracy Radio y WYD Media Management. El programa en vivo es transmitido entresemana de 9 a.m. a mediodía tiempo este en docenas de ciudades estadounidenses, incluyendo Los Ángeles, San Francisco, Chicago, Miami, Seattle, y Washington, D.C.
- Datos: Q7608340
- Multimedia: Stephanie Miller / Q7608340